# Distretto di Kuwana
Il distretto di Kuwana (桑名郡, Kuwana-gun?) è uno dei distretti della prefettura di Mie, in Giappone.
Attualmente fa parte del distretto solo il comune di Kisosaki.
| Controllo di autorità | VIAF (EN) 154778998 · LCCN (EN) n81060441 · J9U (EN, HE) 987007564558705171 · NDL (EN, JA) 00633183 |